# Taipei 101
Il Taipei 101 (in cinese: 台北101; pinyin: Táiběi 101; stilizzato tutto in corsivo), è l'undicesimo grattacielo più alto del mondo. Situato a Taipei, il suo nome viene dal numero dei suoi piani, 101 appunto. Progettato dallo studio di architettura C.Y.Lee & Partners sotto la guida dell'architetto Chung Ping Wang, ha una forma a "bambù" dove 8 moduli uno sopra l'altro s'innalzano da un basamento piramidale. Sulle 4 facciate poggiano 4 enormi monete e simboli di felicità a forma di nuvole, mentre draghi d'acciaio ornano gli angoli.

## Caratteristiche
Gli uffici occupano quasi 200.000 m² e sono meta ogni giorno di circa 10.000 impiegati. Il garage può contenere 1.839 auto e 2.990 moto. Alcuni degli ascensori sono a due piani e possono scalare l'edificio dal piano terra all'89º piano, dove si trova la piattaforma panoramica, in 45 secondi.
La struttura è costituita da 8 colonne d'acciaio, 2 per ogni angolo, che dal 1º al 62º piano sono riempite di un cemento speciale; ogni 8 piani altre travi collegano le colonne con un'anima di 16 piloni. Infine, all'esterno è stata ancorata una griglia, usata da base per costruire la facciata. All'interno dell'edificio, tra l'87º e il 92º piano, è stato installato un ammortizzatore statico del diametro di 5,5 metri e del peso di 660 tonnellate, visibile dai visitatori. È costituito da una sfera formata da 41 dischi, sostenuta da otto pompe idrauliche che permette allo stesso di subire oscillazioni comprese tra 1 centimetro ed 1,5 metri, in modo da controbilanciare le inclinazioni suscitate dai forti venti (che a tali altezze possono raggiungere i 200 km/h) e dai terremoti. Grazie a tale installazione, il grattacielo è riuscito a resistere a due terremoti, di magnitudo 6,8 della scala Richter nel 2002, durante la fase di costruzione, e di magnitudo 7,4 nel 2024.
Nel corso del 2008 il Burj Khalifa, all'epoca non ancora ultimato, tolse al Taipei 101 il primato di grattacielo più alto del mondo.

## Curiosità

Raffronto tra le costruzioni più alte del mondo nel 2010

Nonostante il Taipei 101 sia stato ufficialmente dichiarato il grattacielo più alto del mondo, in realtà il suo primato venne superato dalla CN Tower di Toronto, la quale registra un'altezza sulla sommità dell'antenna di ben 550 metri. La differenza tra le due strutture è che, mentre il Taipei 101 è considerato un grattacielo, la CN Tower non è un grattacielo, ma una struttura generica. 
Un altro grattacielo può essere considerato più alto includendo nella misura le antenne: si tratta della Willis Tower (527,30 m) di Chicago (in passato chiamata Sears Tower).

## Statistiche
- Acciaio usato: 107.000 t
- Calcestruzzo usato: 242.852 m³
- Ascensori presenti: 63
- Velocità max ascensori: 16,83 m/s
- Costo: 1,9 miliardi di dollari